# Unione Sportiva Carrarese "Pietrino Binelli" 1936-1937
Questa voce raccoglie le informazioni riguardanti l'Unione Sportiva Carrarese "Pietrino Binelli" nelle competizioni ufficiali della stagione 1936-1937.

## Rosa
| N. |                   | Ruolo | Calciatore          |
| -- | ----------------- | ----- | ------------------- |
|    | Italia (bandiera) | A     | Giuseppe Battistini |
|    | Italia (bandiera) | A     | Elio Bramanti       |
|    | Italia (bandiera) |       | Giuseppe Casoli     |
|    | Italia (bandiera) |       | Laerte Da Marciaso  |
|    | Italia (bandiera) | D     | Vladimiro Demi      |
|    | Italia (bandiera) |       | Giorgio Franceschi  |
|    | Italia (bandiera) |       | Mario Fregosi       |
|    | Italia (bandiera) |       | Dante Galeotti      |
|    | Italia (bandiera) |       | Enrico Geminiani    |

| N. |                   | Ruolo | Calciatore          |
| -- | ----------------- | ----- | ------------------- |
|    | Italia (bandiera) |       | Ilo Giannecchini    |
|    | Italia (bandiera) | D     | Mario Lattanzi      |
|    | Italia (bandiera) |       | Vincenzo Magai      |
|    | Italia (bandiera) |       | Odilio Menchelli    |
|    | Italia (bandiera) |       | Lucio Nicoli        |
|    | Italia (bandiera) |       | Ameglio Padolecchia |
|    | Italia (bandiera) |       | Vittorio Raffo      |
|    | Italia (bandiera) |       | Sergio Tonarelli    |
|    | Italia (bandiera) |       | Vero Tosi           |